# Bombardeo de Coventry
El bombardeo de Coventry fue un ataque aéreo ocurrido el 14 de noviembre de 1940 sobre esta ciudad inglesa, en el contexto de la batalla de Inglaterra (Segunda Guerra Mundial). Forma parte de los bombardeos que la Alemania nazi sostuvo en Inglaterra conocidos como Blitz. El término en inglés Coventry Blitz hace referencia a toda la campaña de bombardeos que sufrió la ciudad, no solo al más devastador del 14 de noviembre.

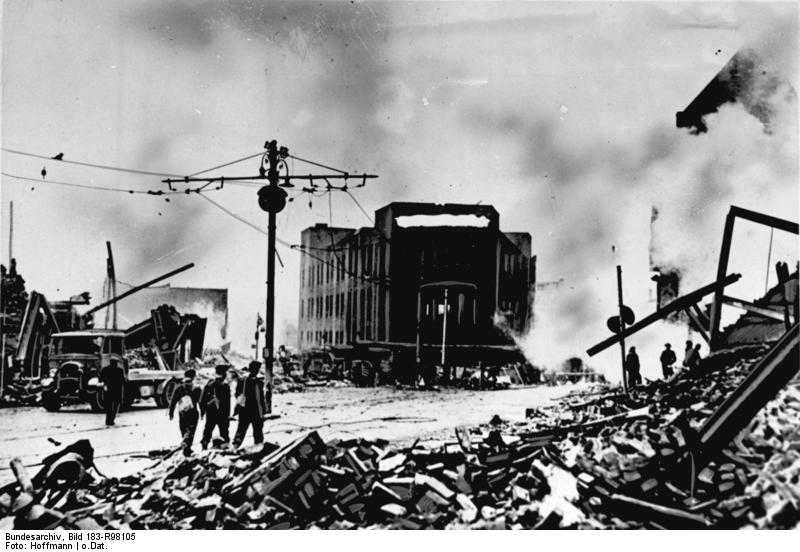
Imagen tomada tras el bombardeo.

## Contexto
En 1940, cuando se inició la batalla de Inglaterra, Coventry era una ciudad industrial de 180 mil habitantes situada en el centro de Inglaterra.  Desde el punto de vista del bombardeo estratégico, Coventry fue un blanco legítimo pues en la ciudad existían grandes industrias que abastecían a la RAF (aviación inglesa).  Empresas como Dairnler, Dunlop, GEC, Humber, Armstrong Whitworth y muchas otras más producían desde bombarderos hasta vehículos blindados y gran cantidad de accesorios para uso militar, que era crucial en la suerte de la campaña militar.
Los bombardeos nazis sobre esta ciudad empezaron el 25 de junio de 1940, cuando la Luftwaffe lanzó 5 bombas sobre el aeródromo de Ansty seguido de otra serie que cayeron sobre las colinas de la ciudad causando 16 muertos. Hay que recordar que, al inicio de esta campaña de bombardeos, tanto los alemanes como los ingleses atacaban solo objetivos estratégicos (otra cosa es que la falta de precisión de los bombardeos produjeran además víctimas civiles, pero eso no era al principio el objetivo prioritario de los bombardeos).
Esta situación duró hasta el 24 de agosto de 1940, cuando Londres fue bombardeada, según los alemanes, por error. Hitler había dejado claro a la Luftwaffe que Londres solo debía de ser bombardeada si él daba su permiso para ello. Pese a las alegaciones alemanas, Churchill utilizó el error preparando un ataque aéreo sobre Berlín. Este bombardeo se produjo y Hitler se vengó. Fue entonces cuando empezó el Blitz, bombardeo sostenido de la aviación alemana sobre las ciudades británicas, que tuvo lugar entre el 7 de septiembre de 1940 y el 16 de mayo de 1941, y cuyo objetivo efectivamente ya sí fue aterrorizar a la población civil.
En octubre, la Luftwaffe realizó una serie de bombardeos de baja intensidad sobre la ciudad. Como represalia, el 8 de noviembre la RAF decidió bombardear la cuna del nacionalsocialismo, la ciudad de Múnich, donde hubo miles de muertos entre la población civil. En respuesta, la OKW decidió intensificar el bombardeo de Coventry y así fue coordinado con el Alto Mando de la Luftwaffe.

## Bombardeo

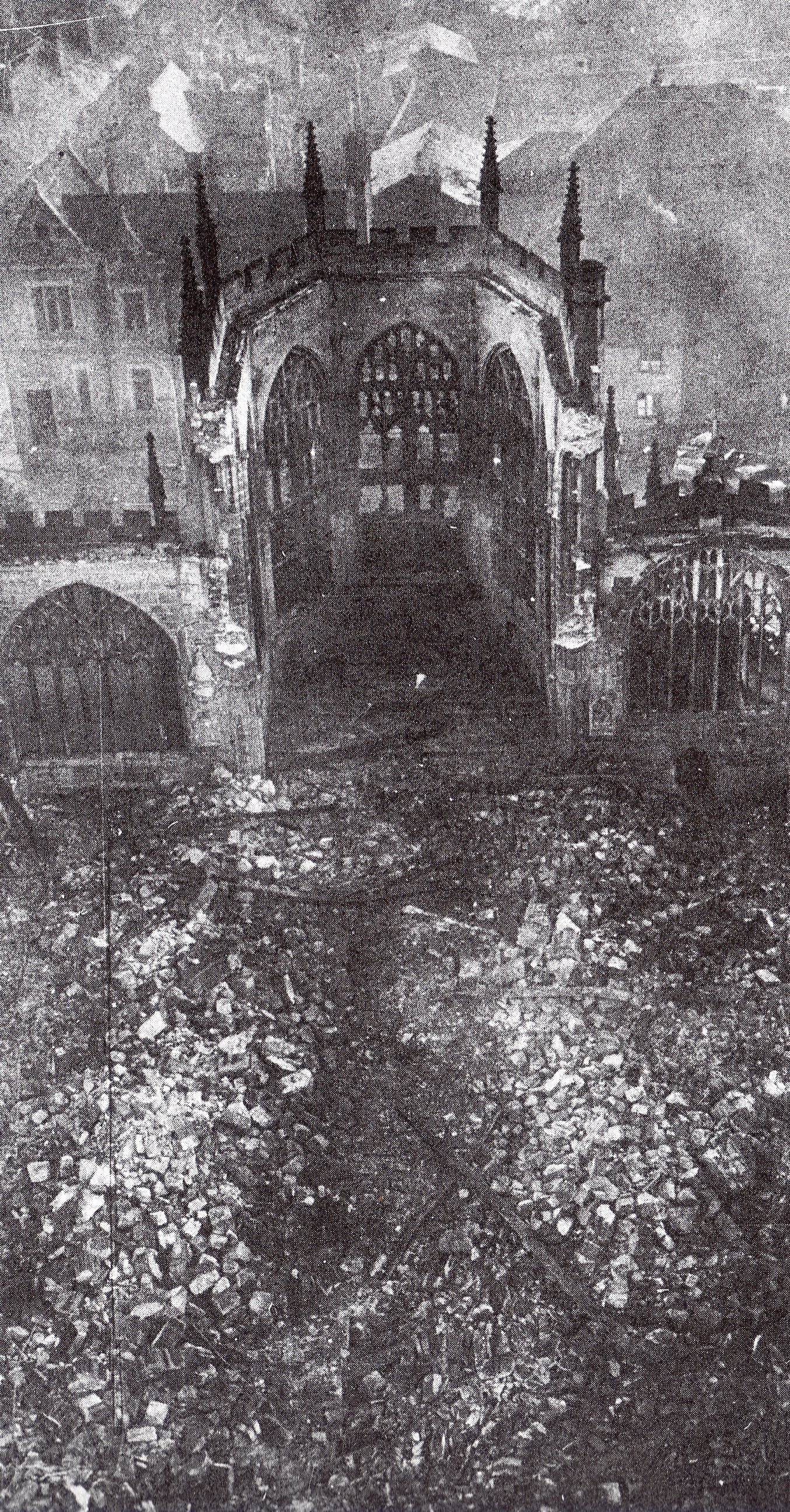
La catedral de Coventry tras el ataque.

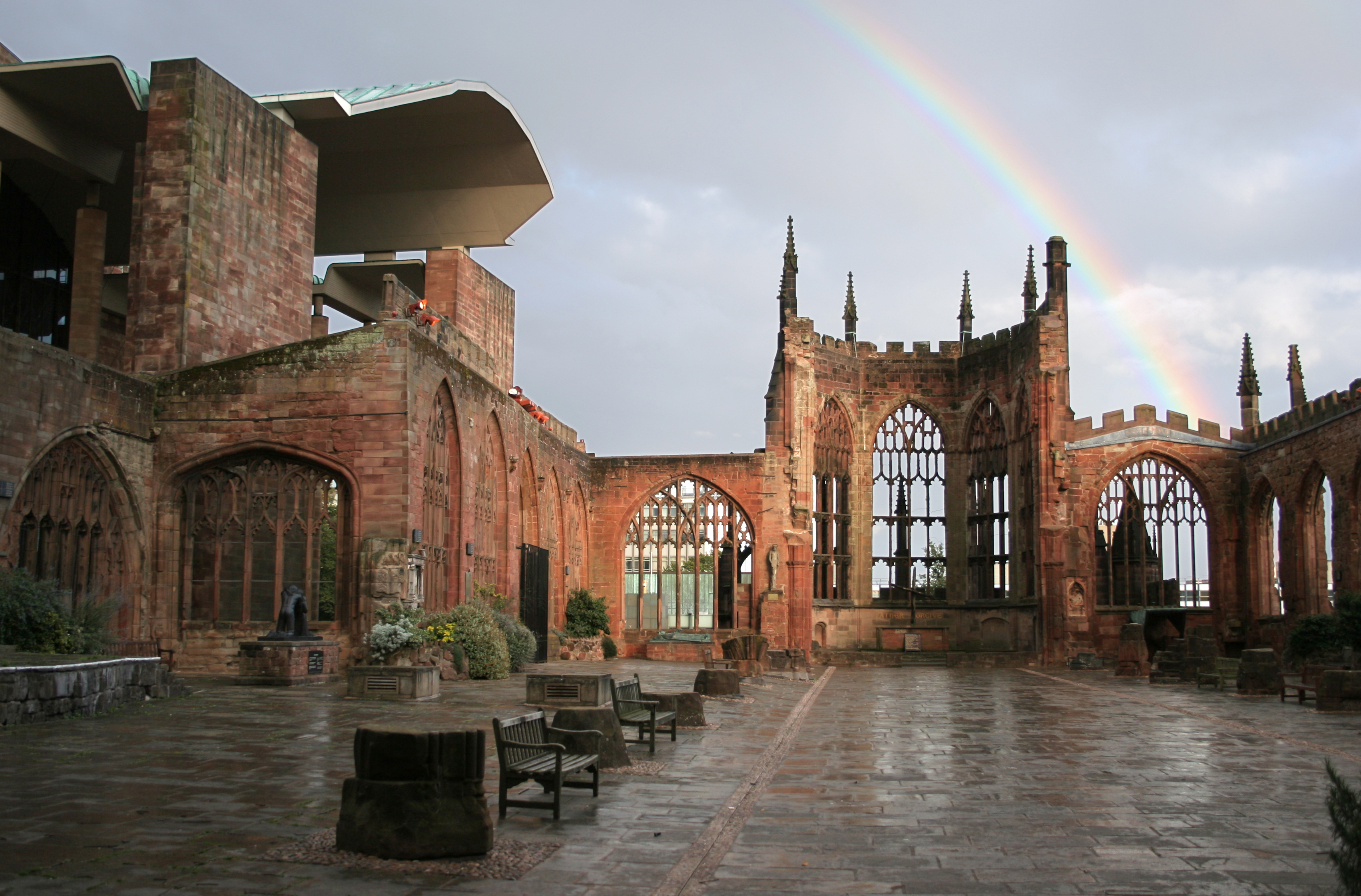
Ruinas de la catedral de Coventry.

Ruinas tras el ataque.

Por tanto se diseñó la Operación «Sonata de Claro de Luna», nombre en clave del bombardeo de esta ciudad, que se llevó a cabo la noche del 14 al 15 de noviembre de 1940. Se designaron 449 bombarderos para arrojar 150 000 bombas incendiarias, 1400 bombas con 503 toneladas de alto explosivo y 130 minas marinas lanzadas en paracaídas, durante un período de dos días consecutivos. Al anochecer de ese día, las escuadrillas de aviones del Kampfgeschwader 100 despegaron desde sus bases en Francia.
Cada avión seguía la ruta marcada con un haz de radiofrecuencia que se interrumpía si el avión se desviaba de la ruta. Cuando los aviones llegaban a las cercanías de la ciudad, un segundo haz de radiofrecuencia marcaba la posición correcta para preparar el bombardeo, que comenzaba cuando los aviones cruzaban un tercer haz de radiofrecuencia.
A las 19:00 horas, las sirenas alertaron a la población y a las 19:20 comenzaron las baterías antiaéreas a disparar. Los aviones marcadores lanzaron bengalas en paracaídas para marcar el perímetro del blanco. Luego siguieron las bombas incendiarias que marcaron con fuego el área de bombardeo. A las 19:30 la segunda oleada de bombarderos descargó sus bombas. La lluvia de bombas continuó hasta las 2 de la mañana. Murieron más de 550 personas y varias miles resultaron heridas como consecuencia directa de las explosiones del bombardeo masivo y por los incendios que se desataron como consecuencia de las bombas incendiarias.

## Consecuencias
Como suele suceder en los bombardeos masivos, el intenso calor genera tormentas de aire con 500 o más grados de temperatura que cruzan las calles, penetran en las viviendas y queman a cuanto ser vivo se encuentre en el camino del infernal huracán. Dentro de las viviendas la temperatura puede llegar a los 2000 grados y el viento abrasador alcanza tal fuerza que derriba a cualquiera. Los edificios se derriten por dentro, aunque el exterior, como la cubierta de un horno, puede quedar en pie. Las llamas fueron alimentadas por la destrucción de la red de distribución de gas.
En Coventry, además de todas la fábricas, fueron destruidas o quedaron seriamente dañadas, 4330 casas y entre los edificios públicos, la Catedral de San Miguel se convirtió en símbolo de las horribles consecuencias de un bombardeo masivo. Nunca fue reconstruida. El sistema de tranvías quedó completamente destruido al igual que 108 de los 181 buses que prestaban servicio de transporte público.
Los bombardeos sobre Coventry continuaron en menor escala entre el 8 y el 10 de abril de 1942 y el último se realizó en agosto de 1942. En total fueron 41 bombardeos y fueron dadas 373 alertas. El recuento de víctimas en Coventry durante toda la guerra ascendió a 1236 personas, de las cuales 808 no se pudieron identificar.
El incendio fue visible desde gran distancia. El escritor Tolkien lo vio desde Oxford a ochenta kilómetros de Coventry.

## El bulo de que «Churchill lo sabía»

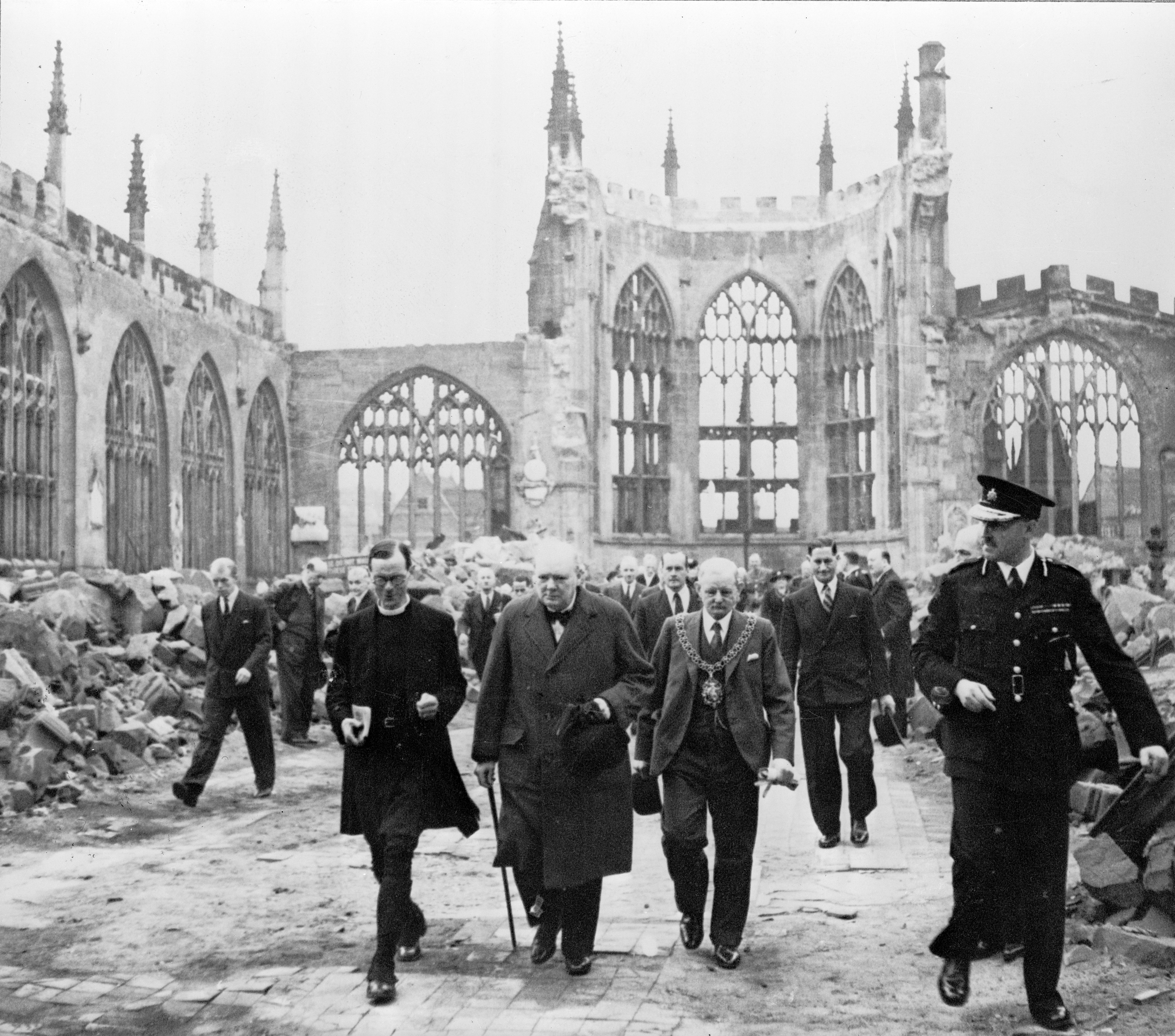
Winston Churchill visita las ruinas de la antigua catedral, en septiembre de 1941.

Se ha difundido hoy en día un bulo que indica un supuesto debate ético al que tendría que haberse sometido Winston Churchill en relación con este bombardeo. La supuesta historia indica que los ingleses en la Segunda Guerra Mundial, justo antes del bombardeo a esa ciudad, habían descifrado el código Enigma de los nazis y habían interceptado una comunicación del Eje donde se decía que se iba a bombardear la ciudad. Y esta sería entregada al mismo Churchill dos días antes del bombardeo. Churchill tendría que tomar la decisión de evacuar o no Coventry. Si se  evacuaba la ciudad los nazis iban a sospechar que se había descifrado el código enigma, y se comprometería la ventaja en la guerra. Y si no se hacía las consecuencias serían claras: la muerte de muchos civiles. Churchill finalmente habría decidido evacuar sólo a los jóvenes con la excusa de una excursión al campo.
Pero lo cierto es que el 11 de noviembre un descifrado de Enigma reveló que se iba a conducir un importante ataque aéreo con el nombre en clave de Moonlight Sonata, y que se tenía planeado ejecutar en tres fases en o cerca de la luna llena. El descifrado no daba fecha alguna ni información sobre los objetivos más allá de una lista de cuatro números de objetivos y una referencia del procedimiento para cambiar a «objetivos alternativos», en caso de ser necesario. De un mapa capturado la inteligencia británica localizó los cuatro objetivos listados en Londres y los Home Countries (Escocia, Gales e Irlanda del Norte). Solo después del ataque aéreo se supo que esos eran todos ellos objetivos alternativos y que el descifrado había indicado el objetivo por una palabra en clave inidentificable: «Korn». Fue probablemente esto lo que condujo al error y al mito, creyendo que dicha clave fue identificada antes y no después del ataque alemán, y de ahí su especulación sobre la supuesta conducta de Churchill.
El 12, un piloto alemán derribado aseguró que iba a haber fuertes bombardeos en el distrito industrial de Inglaterra (alrededores de Londres) entre los días 15 y 20 de noviembre.
El día 14 se cursaron instrucciones operacionales preventivas a las fuerzas de defensa y a las autoridades de contramedidas antibombardeos a primeras horas del 14 de noviembre, si bien no incluía su certeza acerca de los objetivos. Pero más tarde esa mañana del 14 de noviembre, en un memorando alertando a Churchill, el estado mayor aéreo le avisaba que aunque los objetivos estarían probablemente en la vecindad de Londres, si obtenían una información ulterior que indicara Coventry, Birmingham o cualquier otro lugar, esperaban dar instrucciones a tiempo.
A las 13:00 horas del 14 de noviembre se interceptaron las señales alemanas y dos horas después se supo que era Coventry el objetivo del ataque. Se emitió la alerta correspondiente a las 16:15 del 14 de noviembre pero ya no había tiempo suficiente como para tomar las contramedidas necesarias. No hay nada que demuestre que Churchill sabía antes de esa hora, o a lo largo de los días anteriores (los famosos dos días), que Coventry era el objetivo confirmado del bombardeo.
John Colville, que fue uno de los secretarios privados de Churchill cuenta en su libro The Churchillians (Londres, 1981) página 62:

“Todos los que nos concernía la información sacada de los mensajes alemanes interceptados, eramos conscientes que no había que levantar sospechas alemanas a cambio de ventajas efímeras. En el caso del raid de Coventry no se produjo ningún dilema, hasta que la señal direccional alemana no se volvió hacia la ciudad condenada, nadie supo donde iba a tener lugar el gran bombardeo y el Primer Ministro tampoco. Los mensajes alemanes se referían a una gran operación con el nombre en clave "Moonlight Sonata”. El secretismo habitual de “Boniface” en la Private Office, fue levantado en esta ocasión y durante la tarde antes del raid, escribí en mi diario (guardado bajo llave en el 10 de Downing Street) que “ Se trata obviamente de un gran ataque aéreo pero su destino exacto es difícil de determinar“.